# 中外法学
《中外法学》（Peking University Law Journal）是北京大学法学院主办的法学双月刊，创刊于1989年。

## 简介
办刊理念为“恪守学术”，用稿标准为“注重法理”。提倡“法理研究的部门法化”、“部门法研究的体系化”、“中国问题的法理化”和“法理研究视野的全球化”。
主要栏目有论文、评论、争鸣、判例研究、专题研讨、名家讲演和实务热点。